# Volta a Califòrnia 2008
La Volta a Califòrnia 2008 es disputà entre el 17 i el 24 de febrer de 2008. Aquesta fou la tercera edició de la Volta a Califòrnia i fou guanyada per l'estatunidenc Levi Leipheimer, que d'aquesta manera guanyava la segona edició consecutiva.

## Etapes
| Etapes | Data         | Recorregut                       | km  | Vencedor etapa           | Líder general           |
| ------ | ------------ | -------------------------------- | --- | ------------------------ | ----------------------- |
| Pr     | 17 de febrer | Palo Alto - Universitat Stanford | 3,4 | Fabian Cancellara (SUI)  | Fabian Cancellara (SUI) |
| 1      | 18 de febrer | Sausalito - Santa Rosa           | 156 | Juan José Haedo (ARG)    | Fabian Cancellara (SUI) |
| 2      | 19 de febrer | Santa Rosa - Sacramento          | 186 | Tom Boonen (BEL)         | Tyler Farrar (USA)      |
| 3      | 20 de febrer | Modesto - San José               | 152 | Robert Gesink (NED)      | Levi Leipheimer (USA)   |
| 4      | 21 de febrer | Seaside - San Luis Obispo        | 217 | Dominique Rollin (CAN)   | Levi Leipheimer (USA)   |
| 5      | 22 de febrer | Solvang - Solvang (CRI)          | 24  | Levi Leipheimer (USA)    | Levi Leipheimer (USA)   |
| 6      | 23 de febrer | Santa Bàrbara - Santa Clarita    | 175 | Luciano Pagliarini (BRA) | Levi Leipheimer (USA)   |
| 7      | 24 de febrer | Santa Clarita - Pasadena         | 150 | George Hincapie (USA)    | Levi Leipheimer (USA)   |

## Classificacions finals

### Classificació general
|     | Ciclista                    | Equip                 | Temps       |
| --- | --------------------------- | --------------------- | ----------- |
| 1.  | Levi Leipheimer (USA)       | Team Astana           | 29h 24' 32" |
| 2.  | David Millar (SCO)          | Slipstream Chipotle   | + 49"       |
| 3.  | Christian Vande Velde (USA) | Slipstream Chipotle   | + 1' 08"    |
| 4.  | Fabian Cancellara (SUI)     | Team CSC              | + 1' 18"    |
| 5.  | Gustav Larsson (SWE)        | Team CSC              | + 1' 19"    |
| 6.  | David Zabriskie (USA)       | Slipstream-Chipotle   | + 1' 36"    |
| 7.  | Christopher Horner (USA)    | Team Astana           | + 2' 07"    |
| 8.  | Jurgen van de Walle (BEL)   | Quick Step-Innergetic | + 2' 11"    |
| 9.  | Robert Gesink (NED)         | Rabobank              | + 2' 18"    |
| 10. | Alexandre Moos (SUI)        | BMC Racing Team       | + 2' 27"    |

### Classificacions secundàries
- Millor esprintador: Dominique Rollin, 44 pts
- Millor escalador: Scott Nydam, 26 pts
- Millor jove: Robert Gesink, 29h 26' 50"
- Millor equip: Team CSC, 88h 17' 05"

## Evolució de les classificacions
| Etapa (Vencedor)              | Classificació general | Classificació dels joves | Classificació de la muntanya | Classificació dels esprints | Classificació per equips | Combativitat     |
| ----------------------------- | --------------------- | ------------------------ | ---------------------------- | --------------------------- | ------------------------ | ---------------- |
| 0Pròleg (Fabian Cancellara)   | Fabian Cancellara     | Edvald Boasson Hagen     | no s'entrega                 | Fabian Cancellara           | Team High Road           | no s'entrega     |
| 0Etapa 1 (Juan José Haedo)    | Fabian Cancellara     | Gerald Ciolek            | Jackson Stewart              | Jackson Stewart             | Team High Road           | Jackson Stewart  |
| 0Etapa 2 (Tom Boonen)         | Tyler Farrar          | Gerald Ciolek            | Jackson Stewart              | Heinrich Haussler           | Team High Road           | Scott Nydam      |
| 0Etapa 3 (Robert Gesink)      | Levi Leipheimer       | Robert Gesink            | Scott Nydam                  | Heinrich Haussler           | Astana Qazaqstan Team    | George Hincapie  |
| 0Etapa 4 (Dominique Rollin)   | Levi Leipheimer       | Robert Gesink            | Scott Nydam                  | Dominique Rollin            | Astana Qazaqstan Team    | Dominique Rollin |
| 0Etapa 5 (Levi Leipheimer)    | Levi Leipheimer       | Robert Gesink            | Scott Nydam                  | Dominique Rollin            | Slipstream-Chipotle      | no s'entrega     |
| 0Etapa 6 (Luciano Pagliarini) | Levi Leipheimer       | Robert Gesink            | Scott Nydam                  | Dominique Rollin            | Slipstream-Chipotle      | Rory Sutherland  |
| 0Etapa 7 (George Hincapie)    | Levi Leipheimer       | Robert Gesink            | Scott Nydam                  | Dominique Rollin            | Slipstream-Chipotle      | BMC Racing Team  |
| 0Final                        | Levi Leipheimer       | Robert Gesink            | Scott Nydam                  | Dominique Rollin            | Slipstream-Chipotle      |                  |